# (Let Me Be Your) Teddy Bear/Loving You
(Let Me Be Your) Teddy Bear/Loving You è un singolo di Elvis Presley, pubblicato su 78 e 45 giri il 10 giugno 1957.

## Descrizione
Entrambi i brani sono tratti dall'album Loving You, colonna sonora dell'omonimo film, in Italia intitolato Amami teneramente.
Di (Let Me Be Your) Teddy Bear sono state incise numerose cover da vari artisti, tra cui da Glen Campbell (1977), Angelyne (1982), Tanya Tucker (1994), Cliff Richard (1983), The Residents (1989), Pat Boone (1963) e Laurel Aitken (1969).

## Tracce
Lato A
1. (Let Me Be Your) Teddy Bear – 1:43 (testo: Kal Mann – musica: Bernie Lowe; edizioni musicali Gladys Music Incorporated)

Lato B
1. Loving You – 2:15 (testo: Jerry Leiber – musica: Mike Stoller; edizioni musicali Elvis Presley Music Incorporated)

## Formazione
- Elvis Presley – voce, chitarra acustica
- Dudley Brooks – piano
- Bill Black – contrabbasso
- Scotty Moore - chitarra
- D. J. Fontana – batteria
- The Jordanaires – cori